# Жаденово (Ярославская область)
Жаденово — деревня в Даниловском районе Ярославской области. Входит в состав Дмитриевского сельского поселения.

## География
Находится в северо-восточной части Ярославской области на расстоянии приблизительно 12 км на юг по прямой от железнодорожного вокзала города Данилова, административного центра района.

## История
В 1859 году здесь (тогда сельцо Даниловского уезда Ярославской губернии) было учтено 3 двора, в 1898 — 2.

## Население
Численность населения: 77 человек (1859 год), 1 (русские 100 %) в 2002 году, 0 в 2010.